# Diarios de Victoria del Reino Unido

Firma de la reina Victoria.

Los diarios de Victoria del Reino Unido son el conjunto de los diarios personales y bitácoras escritos por la reina Victoria, monarca del Reino Unido entre 1837 y 1901. Redactados a lo largo de su vida, estos completaron un total de 122 volúmenes que fueron expurgados después de su muerte por su hija menor Beatriz. Extractos fueron publicados durante su vida, vendiéndose numerosas copias. La colección se almacena en los Royal Archives y, desde 2012, se encuentran en línea, en un plan de colaboración junto a las Bodleian Libraries.

## Creación
Victoria comenzó un diario en 1832, cuando tenía sólo trece años de edad, y sus primeras palabras fueron: "Este libro, que mi mamá me dio, para que yo pudiera escribir el diario de mi viaje a Gales en él." La posesión y escritura de este tipo de diario, similar a una bitácora, era común en esa época. Su institutriz Louise Lehzen le instruyó en la forma de escribirlos, y su madre los inspeccionaba diariamente hasta que Victoria se convirtió en reina.
Ella continuaría escribiendo hasta sólo diez días antes de su muerte, 69 años más tarde, llenando 121 volúmenes. Victoria también escribió muchas cartas y, junto a los diarios, se estima que escribió más de dos mil palabras al día: unas 60 millones de palabras durante su vida.

## Publicación
Varios extractos de sus diarios fueron publicados durante su vida, comenzando con Leaves from the Journal of Our Life in the Highlands en 1868. La primera edición vendió aproximadamente veinte mil copias, lo que los convirtió en un gran éxito. Otras ediciones se imprimieron y una segunda parte fue publicada con el nombre de More Leaves from the Journal of Our Life in the Highlands. Los extractos de sus diarios también aparecieron en The Life of His Royal Highness the Prince Consort, biografía del Príncipe consorte Alberto escrita por Theodore Martin, y publicada en cinco volúmenes entre 1875 y 1880.

## Expurgo

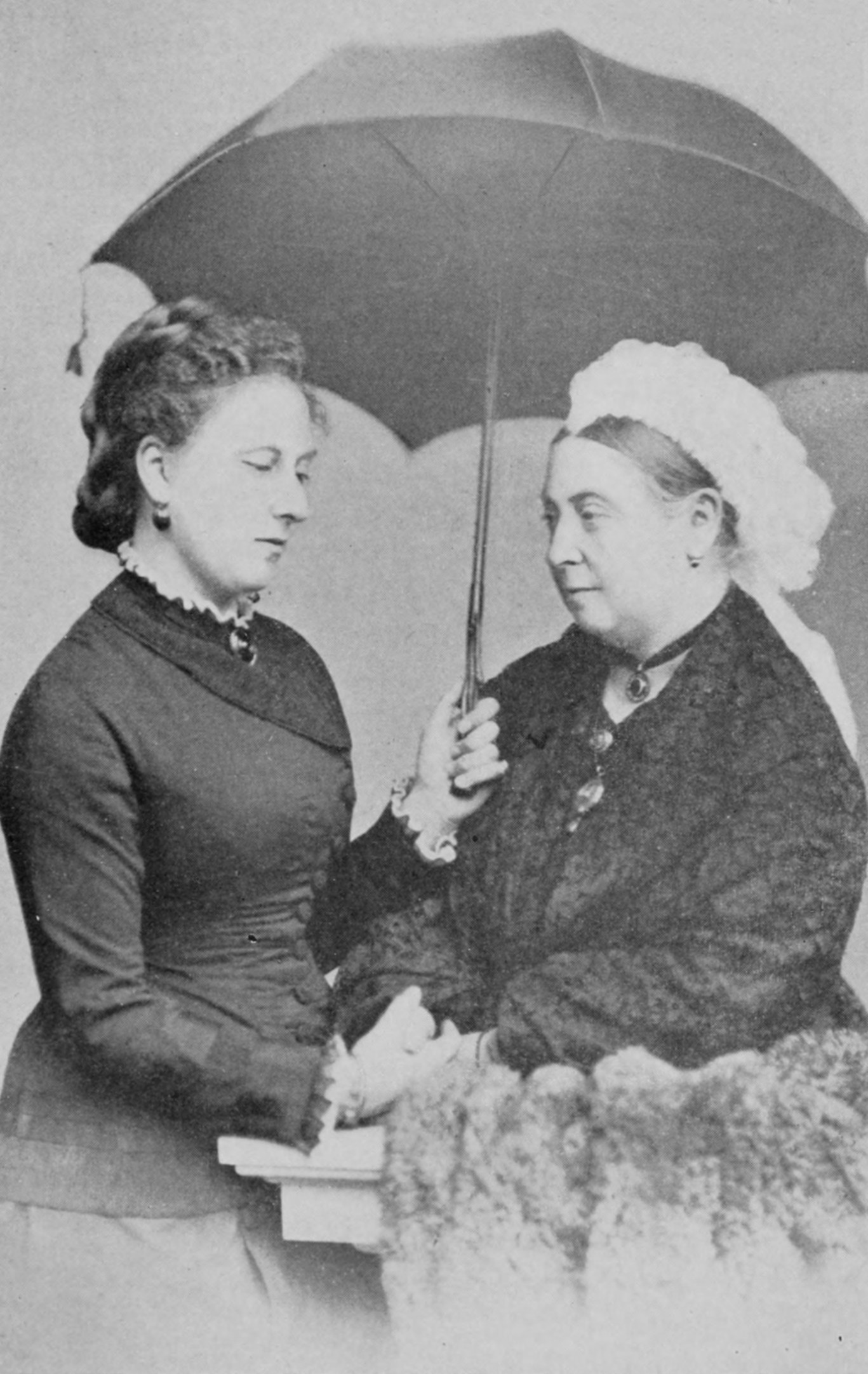
Victoria junto a su hija Beatriz.
Fotografía h. 1890, publicada en Around the World with a King (1904).

Luego de morir Victoria en 1901, la princesa Beatriz se convirtió en su albacea literaria. Releyó todos los diarios y, siguiendo instrucciones de la fallecida reina, eliminó todo lo que pudiera molestar a la familia real. La versión expurgada de los diarios, creada por Beatriz, completó 111 volúmenes escritos a mano. La mayoría de los originales desde 1840 en adelante fueron destruidos, pesar de la oposición del nieto de Victoria, Jorge V, y su esposa María. La naturaleza de la edición de Beatriz se puede juzgar por la comparación con las copias mecanografiadas que anteriormente realizó Reginald Brett, segundo vizconde de Esher, en su libro The Girlhood of Queen Victoria, y que cubre el período entre 1832 y 1840.

## Archivo
Actualmente, los diarios se almacenan en los Royal Archives del castillo de Windsor. En el año 2012, luego de ser escaneados, fueron puestos en línea como un proyecto especial para el Jubileo de diamante de la tataranieta de Victoria, la reina Isabel II. Aunque, inicialmente, fueron puestos de forma gratuita en todo el mundo; desde mediados de 2013, solo se permite libre acceso a los diarios dentro del Reino Unido.